# La cattiva strada/Amico fragile
La cattiva strada/Amico fragile è il 24º singolo di Fabrizio De André.

## Brani
I brani di questo singolo, arrangiati da Tony Mimms, costituiranno, rispettivamente, la prima e l'ultima traccia del 33 giri pubblicato all'inizio dell'anno seguente, Vol. 8 (gli stessi crediti in etichetta danno i pezzi come estratti dall'album). La cattiva strada ha però un missaggio diverso da quello utilizzato per l'album: mancano caratteristiche frasi eseguite dalla chitarra solista alla fine delle strofe, e soprattutto è diversa la traccia vocale. Tale versione è presente solo su questo disco e su una contemporanea emissione per i juke box; il 45 giri, pur facendo parte del catalogo ufficiale, fu stampato in pochi esemplari (di cui alcuni con la copertina forata al centro).

## Tracce
- Lato A

1. La cattiva strada (Fabrizio De André - Francesco De Gregori)

- Lato B

1. Amico fragile (Fabrizio De André)